# Le cinesi

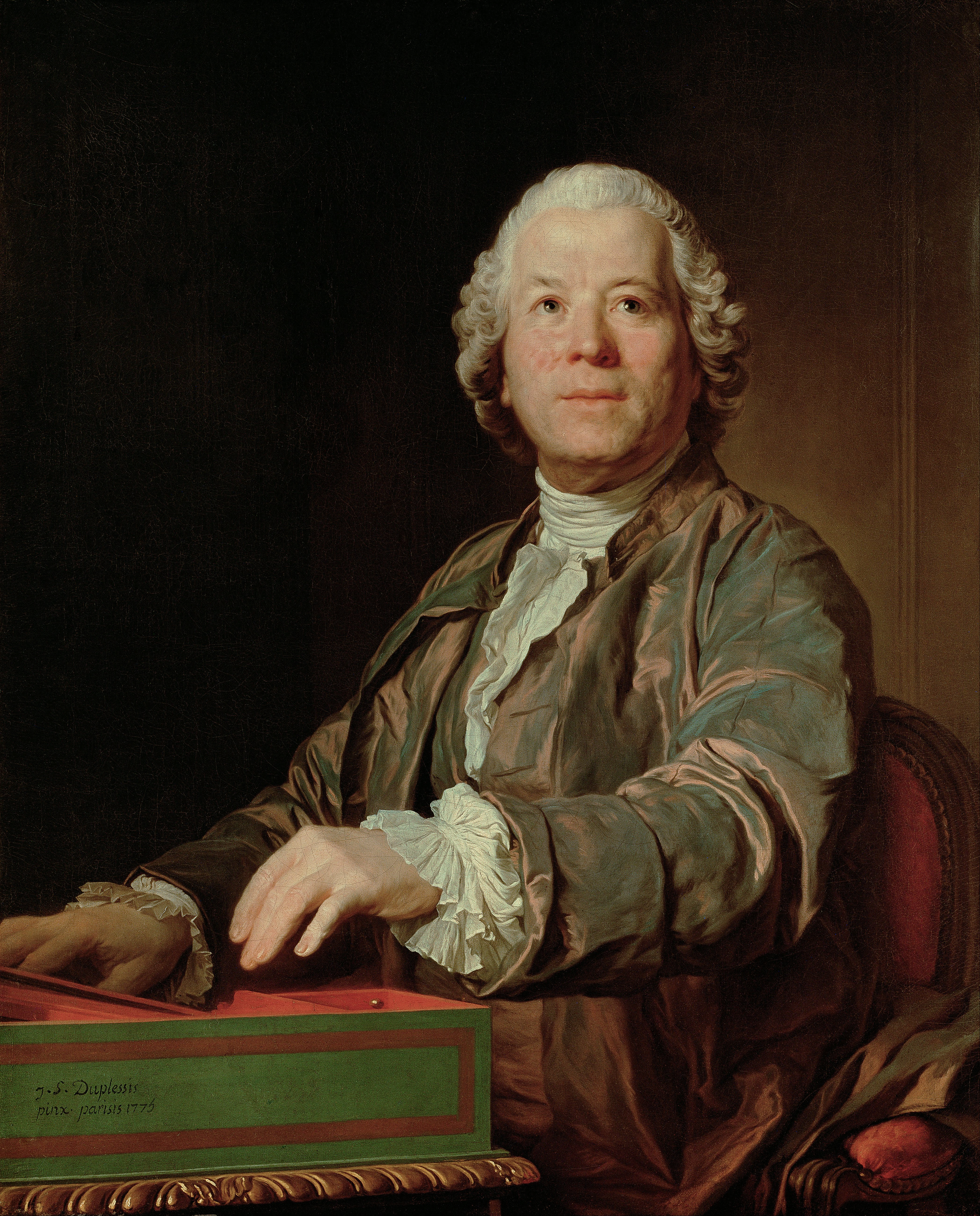
Christoph Willibald Gluck

Le cinesi (Kinesiskorna) är en opera (azione teatrale) i en akt med musik av Christoph Willibald Gluck och libretto av Pietro Metastasio.

## Historia
Metastasios libretto hade tonsatts redan 1735 av Antonio Caldara och var avsedd att uppföras av de österrikiska ärkehertiginnorna. Till Glucks version lade Metastasio till en tenorroll. Operan hade premiär den 24 september 1754 på slottet Schloss Hof i Österrike.

## Personer
- Lisinga (kontraalt)
- Silango (tenor)
- Sivene (sopran)
- Tangia (kontraalt)

## Handling
De tre kinesiska flickorna Lisinga, Tangia och Sivene underhåller Lisingas bror Silango som just återkommit från en resa till Europa. De uppför rolltolkningar från fashionabla operagenrer. Lisingas aria beskriver Andromaches sorg. Silangos och Sivenes arior prisar kärleken och det lantliga livet. Den svartsjuka Tangia hånar Silangos fascination för Europa. Finalen utgörs av en gemensam dans.